# Circondario di Hameln-Pyrmont
Il circondario di Hameln-Pyrmont (targa HM) è un circondario (Landkreis) della Bassa Sassonia, in Germania.
Comprende 4 città e 4 comuni.

Capoluogo e centro maggiore è Hameln.

## Geografia antropica
Il circondario di Hameln-Pyrmont si compone di 4 città, 3 comuni mercato e 1 comune, non associati in alcuna comunità amministrativa.
Tra parentesi i dati della popolazione al 31 dicembre 2021.

### Città
- Bad Münder am Deister (17 447)
- Bad Pyrmont (comune indipendente) (19 285)
- Hameln (grande città indipendente) (57 394)
- Hessisch Oldendorf (18 228)

### Comuni mercato
- Aerzen (10 472)
- Coppenbrügge (7 023)
- Salzhemmendorf (9 303)

### Comune
- Emmerthal (9 811)

## Galleria d'immagini

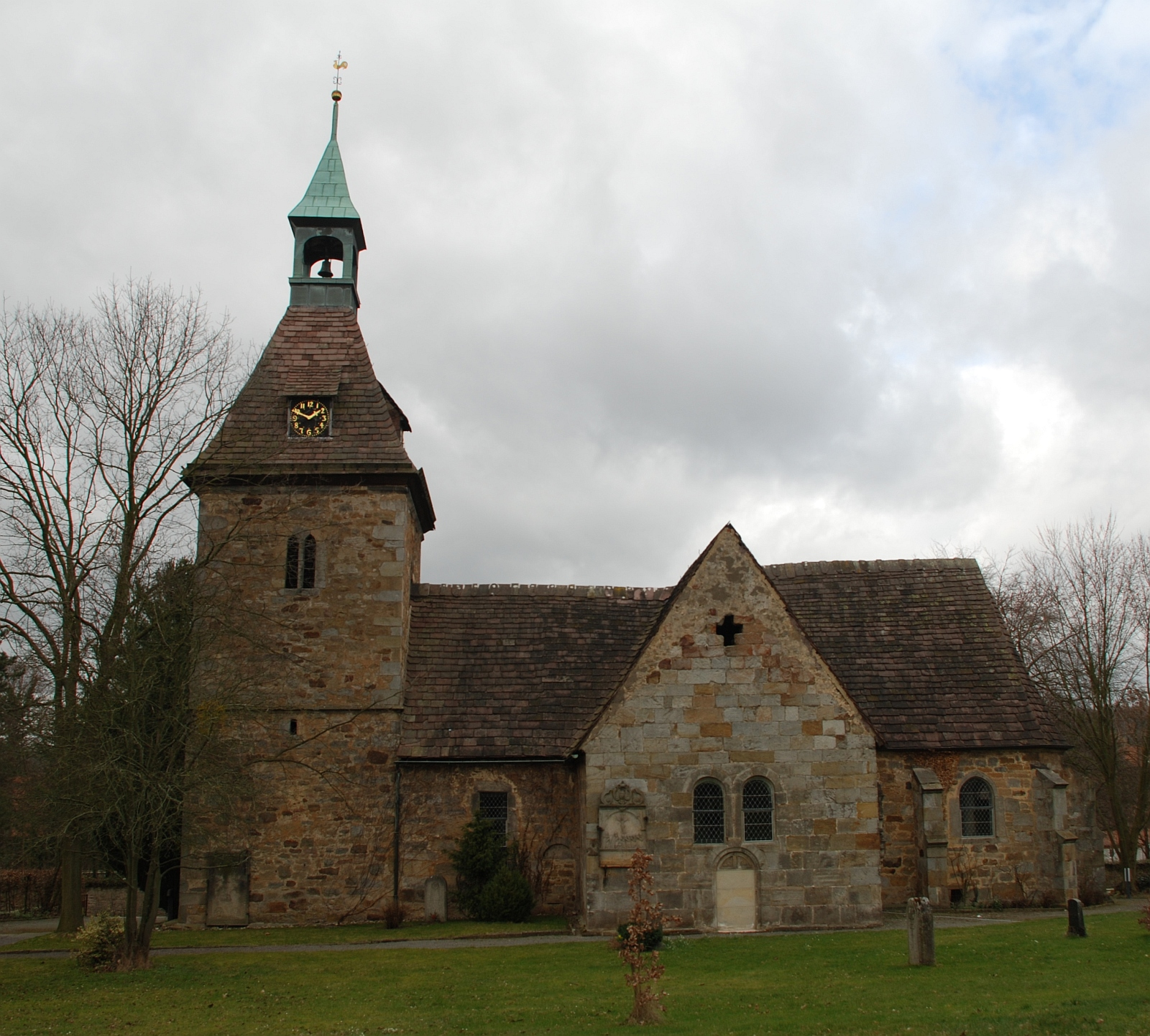
Chiesa di St. Martin, Eimbeckhausen, dintorni di Hameln